# Leviatan (pel·lícula de 2014)
Leviatan (en cirí·lic: Левиафан) és un drama rus del 2014 dirigit per Andrei Zviàguintsev. És una adaptació moderna del Llibre de Job, ambientada en una península del Mar de Barentsz i tracta sobre un home que lluita contra el corrupte alcalde, que pretén expropiar-li la seva casa.
L'aclamada pel·lícula del director rus fou presentada al Festival de Cinema de Canes de 2014, on va competir per la Palma d'Or i va guanyar el premi el Millor Guió, escrit per Andrei Zviàguintsev i Oleg Negin. També va guanyar el Premi a la millor pel·lícula de parla no anglesa de la 72a edició dels Premis Globus d'Or i fou nominada a l'Oscar a la millor pel·lícula de parla no anglesa de 2014.

## Argument
Kolia viu en un petit poble a la vora del mar de Barents, al nord de Rússia. Té un taller de mecànica al costat de casa seva, on viu amb la seva jove esposa i el seu fill, d'una relació anterior. L'alcalde del poble está decidit a apropiar-se de la casa i del taller de Kolia sigui com sigui. Primer intenta comprar el terreny, però Kolia no està disposat a vendre

## Repartiment
| Intèrpret             | Personatge      |
| --------------------- | --------------- |
| Aleksei Serebriakov   | Kolia           |
| Roman Madianov        | Vadim (alcalde) |
| Vladimir Vdovitxenkov | Dmitri, advocat |
| Elena Liadova         | Lilia           |
| Sergei Pokhodaev      | Roma            |

## Premis i nominacions
| Premi                                            | Categoria                                                                      | Guanyador/Nominat                                                  | Resultat  |
| ------------------------------------------------ | ------------------------------------------------------------------------------ | ------------------------------------------------------------------ | --------- |
| Festival de Canes de 2014                        | Millor guió                                                                    | Andrei Zviàguintsev i Oleg Negin                                   | Guanyador |
| Festival de Canes de 2014                        | Palma d'Or                                                                     | Andrei Zviàguintsev                                                | Nominada  |
| Premis del Cinema Europeu                        | Millor pel·lícula                                                              | Andrei Zviàguintsev                                                | Nominada  |
| Premis del Cinema Europeu                        | Millor actor                                                                   | Aleksei Serebriakov                                                | Nominat   |
| 45è Festival Internacional de Cinema d'India     | Paó d'Or                                                                       | Andrei Zviàguintsev                                                | Guanyador |
| Camerimage                                       | Millor càmera                                                                  | Mikhail Krichman                                                   | Guanyador |
| 58è Festival de Cinema de Londres                | Millor pel·lícula                                                              | Andrei Zviàguintsev i Alexander Rodnianski                         | Guanyador |
| 68a edició dels Premi BAFTA                      | BAFTA a la millor pel·lícula de parla no anglesa                               | Andrei Zviàguintsev                                                | Nominada  |
| 32a edició del Festival de Cinema de Múnic       | Millor pel·lícula                                                              | Andrei Zviagintsev i Alexander Rodnianski                          | Guanyador |
| 8è Festival de Cinema d'Abu Dhabi                | Millor guió Millor actor                                                       | Andrei Zviàguintsev, Alexei Serebriakov                            | Guanyador |
| Festival international de Cinema de Palm Springs | Millor pel·lícula estrangera                                                   | Andrei Zviàguintsev                                                | Guanyador |
| Premis de Cinema Asia Pacific Screen Awards      | Millor pel·lícula                                                              | Andrei Zviàguintsev                                                | Guanyador |
| Globus d'Or del 2015                             | Millor pel·lícula de parla no anglesa                                          | Andrei Zviàguintsev i Alexander Rodnianski                         | Guanyador |
| 13a edició dels Premis Àguila d'Or (Rússia)      | Millor direcció Millor actriu principal Millor muntatge Millor actor secundari | Andrei Zviàguintsev, Elena Liadova, Anna Mann i Roman Madianov Jr. | Guanyador |
| 87a edició dels Premis Oscar                     | Millor pel·lícula de parla no anglesa                                          | Andrei Zviàguintsev                                                | Nominada  |

## Critica
- "Un film impecable, amb paisatges brutals, actors carismàtics, drama bergmanià (...) que a més resulta entretingut. I tanmateix....falta grapa i sobra solemnitat. (...) Puntuació: ★★★★ (sobre 5)[3]

- "Una impressionant i sorprenentment divertida sàtira que s'atreveix a qüestionar si la seva pàtria serveix als millors interessos dels seus ciutadans."[4]

- "Un drama tràgic, sobri i convincent (...) Interpretat i dirigit amb una ambició inquebrantable, movent-se amb una deliberada lentitud, accelerant periòdicament en els moments de gran dramatisme i suspens. (...) Puntuació: ★★★★★ (sobre 5)"[5]